# 飛碟屋

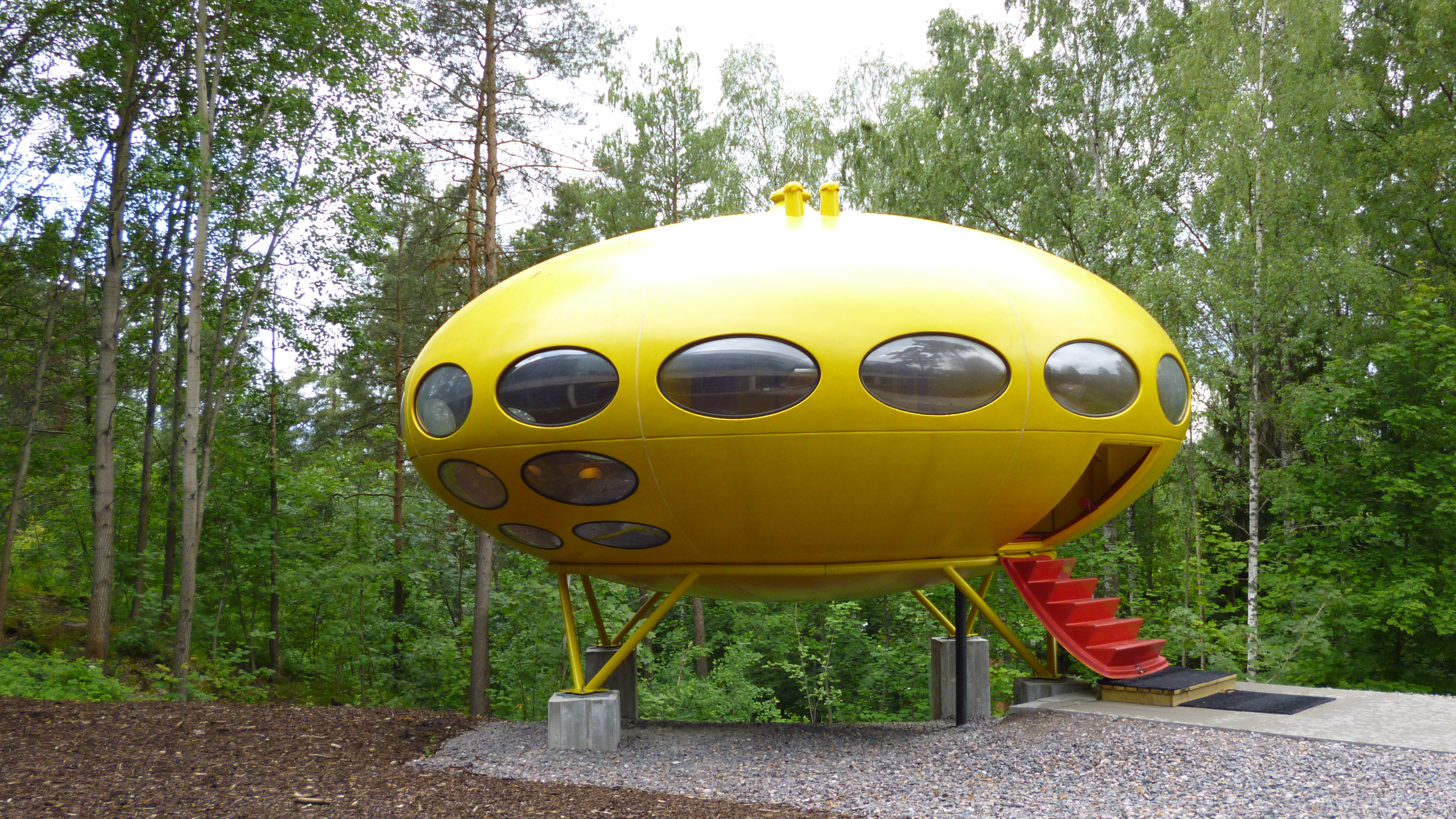
當前於芬蘭WeeGee之家展示的「001」飛碟屋

飛碟屋（英語：、亦意「未來」）是一款由芬蘭建築師馬蒂·薩羅內於1968年設計的圓形預製組件建築。該建築主要由玻璃纖維增強塑膠、聚酯-聚氨酯與壓克力玻璃等材料製成。
飛碟屋被認為是世界上首款進行大量生產的塑膠結構住宅，最初於1960年代末至1970年代初間設計與建造。由於其圓頂造型酷似飛碟而得名。其特色包含建築入口採用類似艙門的設計，標準結構高約4公尺（13英尺），直徑約8公尺（26英尺）。儘管原規劃將在全球進行大量生產，但實際上僅製造不到100座。據信當前僅存約63座飛碟屋仍存於世界各地。

## 設計
在標準規範下，飛碟屋本體直徑約8公尺、高度約4公尺，建築面積約50平方公尺（約538平方英尺）。建築共由16個玻璃纖維增強聚酯樹脂殼體模組組成，包含上部與下部各八件，藉由螺栓組裝固定於金屬環架之上。該金屬基座具備調整功能，可容許最高20度的地形傾斜，使得建築幾乎不需整地即可搭建。四個混凝土基座為其唯一固定基礎要求。
使用者可透過船體底部的艙口爬上樓梯進入室內，其中室內構造可容納8人，包括開放式起居室、餐廳與小型廚房、浴室以及私人臥室。中央設有壁爐，周圍的躺椅亦可展開作為床鋪使用。 配備有約4公分厚的聚氨酯泡棉作為隔熱層，並結合電熱系統，使得建築能在寒帶地區迅速升溫，例如可於攝氏-29度環境中在30分鐘內加熱至攝氏16度。所有家具亦可配合生產標準進行工廠預製，使其成為可全裝修出貨的套裝住宅。

## 沿革

飛碟屋在赫爾辛基斯托克曼旗舰店展出，攝於1969年5月5日

飛碟屋的設計構想源於芬蘭戰後時期的建築需求與文化氛圍，體現當時受到科技進步、科幻類型影視的興起及太空探索的熱情，以及經濟成長後人們對休閒生活的重視。該建築由建築師馬蒂·薩羅內設計，最初的願景為建造一座「能夠快速加熱、且容易在崎嶇地形上搭建的滑雪小屋」。為了達成這一目標，蘇羅寧提出採以輕型預製結構的方案。其中建築主體由金屬環架支撐，架上設有四條支架，可調整以因應最高達20度傾斜的地形，無須平整土地或進行大量挖掘工程即可搭建。該設計令飛碟屋成為一種幾乎可部署任何環境，甚至可利用直升機吊運的可移動式住宅，並適合大規模生產。
蘇羅寧選擇以玻璃纖維增強聚酯塑料作為主要建材，這種材料曾應用於他在塞伊奈约基的一座塑膠穀倉圓頂屋頂實例。飛碟屋的結構則由16個可螺栓連接的模組構成，分別組合為地板與屋頂。這些模組可在工廠預製、運送至現場後進行快速組裝或拆解後重組，最快僅需兩天即可完成裝配，建造時現場僅需設置四個混凝土基座即可。工程師于爾約·龙卡（Yrjö Ronkka）則負責建築的應力計算。飛碟屋的首座原型最終於1968年3月在萬塔的Polykem公司工廠首次向媒體展示。
根據1970年2月《今日建筑》雜誌的摘錄，飛碟屋被形容為：
這是首款被授權於50個國家生產的系列度假屋，已在美國、澳洲和比利時開始大規模生產。橢圓形外殼的各個部分可於現場利用金屬基座組裝完成。憑藉其造型與使用材料，該屋可建於極寒山區或海邊。面積約50平方米，體積140立方米，內部分隔可根據需求靈活調整。
飛碟屋發表後，在國際間獲得廣泛正面反響，薩羅內亦為Polykem公司設計其他批量生產的塑膠建築產品，其中最著名者為玲瓏屋。Polykem隨後將飛碟屋與玲瓏屋的生產授權銷售至多國，預計生產數千棟。然而，1973年爆發的第一次石油危机導致塑膠原料成本大幅上升，加上社會對合成材料的觀感轉變，由原先視為科技轉向關注其對環境的潛在負面影響，使得塑膠建築的市場需求迅速下滑。此外，由於飛碟屋的造型前衛、用料異於傳統，不易被大眾接受，其推廣始終受限。在芬蘭，第一座飛碟屋因設置於普拉湖附近，即因與周遭環境衝突而引發當地居民抗議。最終飛碟屋逐步退出市場，據信最後一輛飛碟屋可能於1978年在Polykem工廠生產完成。
在美國，許多地區的分區法規限制此類非傳統建築的興建，銀行也普遍不願為其提供貸款。部分飛碟屋屋尚未落成即遭破壞，也有部分預訂買家最終放棄購買，損失高達1,000美元（相當於通脹後的約5,844美元）定金。亦有飛碟屋遭地方政府下令拆除，例如1999年佛羅里達州坦帕的拆除案例；21世紀初，特拉華州布羅德基爾海灘一棟飛碟屋亦遭拆除，以改建為模块化建筑。

## 保護

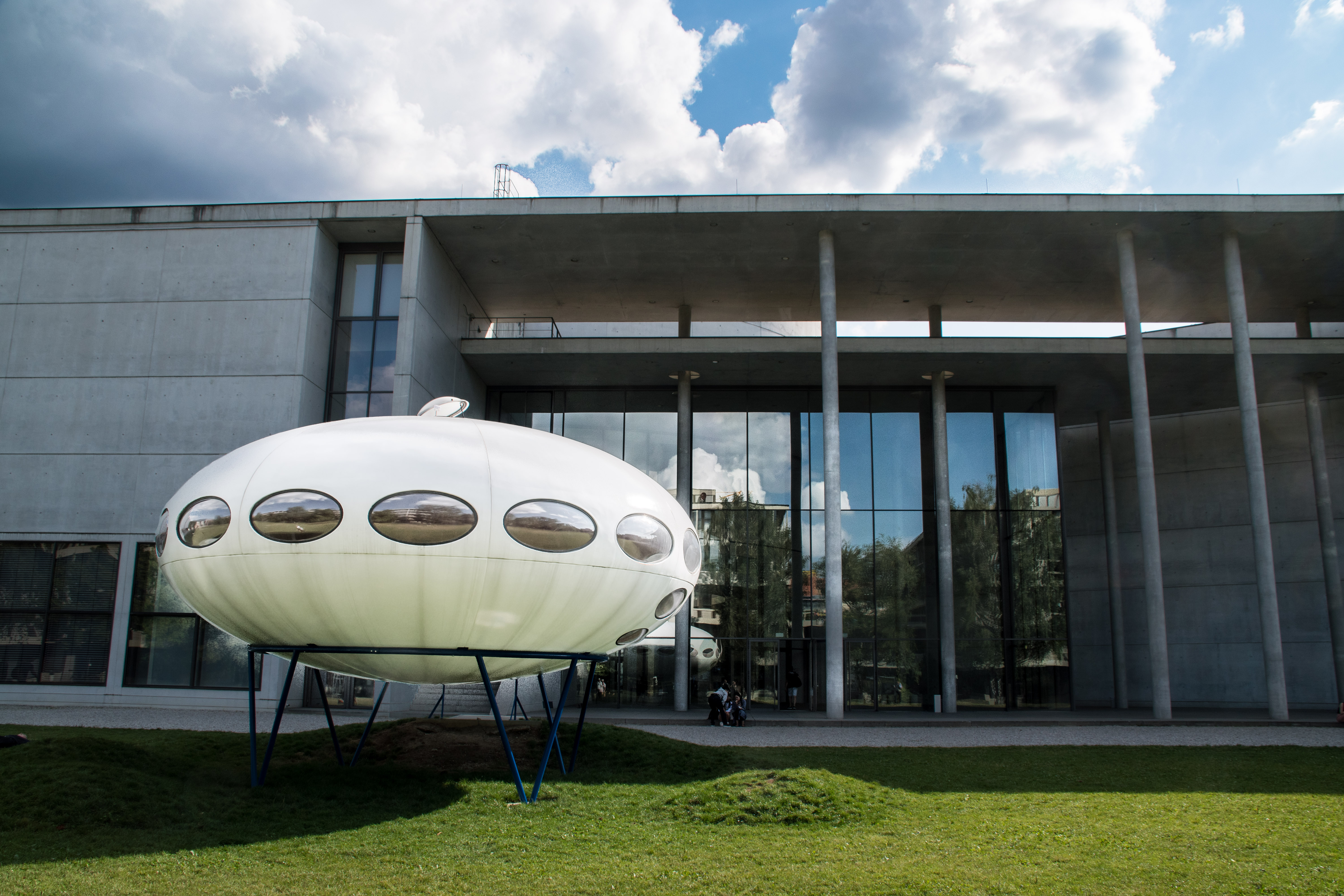
位於德國慕尼黑现代艺术陈列馆展示的一架飛碟屋，該建築原設置於弗洛托

21世紀，飛碟屋基於其前衛的形象，以及簡潔的幾何形狀和新穎的結構而在建築界獲得了重新評估。
2010年，芬蘭修復師安娜-迈娅·庫伊圖寧（Anna-Maija Kuitunen）為首座製造的飛碟屋（編號001）進行了損壞評估計畫。此項工作為她在梅特罗波利亚应用科学大学所撰寫的畢業論文，題為《飛碟屋編號001——保存需求的記錄與評估》。該論文可於芬蘭論文資料庫自由查閱，內容包含大量飛碟屋內部細節的照片與繪圖。
英國藝術家克雷格·巴恩斯（Craig Barnes）於2013至2014年間購得並修復一座飛碟屋。 他在南非度假時發現一座遭破壞的飛碟屋，隨後將其運回英國進行修復。這是英國唯一的一座飛碟屋，曾於2014年底前在倫敦在馬特畫廊屋頂展出。該屋亦曾出現在由建築師喬治·克拉克主持的第四頻道節目《George Clarke's Amazing Spaces》第四季第二集中。瑞典空軍博物館於2021年修復一間飛碟屋，並在2021年5月完成後設置於館前的新兒童遊樂場區域。美國佛羅里達州彭薩科拉海灘的一座飛碟屋被發現因藍綠菌與古菌的侵蝕而開始生物降解。

## 現存
飛碟屋的總產量不足100座，目前估計約有63座仍然存在，大多數為私人所有。僅有少數飛碟屋進入博物館典藏，其中編號「000」的原型屋現由荷蘭鹿特丹的博伊曼斯·范伯宁恩美术馆收藏，編號「001」自製造以來一直由芬蘭電視名人馬蒂·庫斯拉（Matti Kuusla）所有，並長期閒置於希文薩爾米的湖畔地產上，2011年由埃斯波市政府購買後，「001」交由WeeGee之家進行修復永久典藏。當前作為博物館的展覽區域開放，亦為已知對外公開展出的飛碟屋之一。
其餘的飛碟屋則分布於澳洲、丹麥、愛沙尼亞、法國、德國、希臘、日本、荷蘭、紐西蘭、挪威、烏克蘭、俄羅斯、瑞典、南非、臺灣、英國及美國等地。

### 澳洲
澳洲現存共七棟飛碟屋，一座飛碟屋位於維多利亞州墨爾本南莫朗，自購入以來已在當地卡丁車賽道作為儲藏室使用超過25年。鄧肯·麥金太爾（Duncan McIntyre）從一位曾將飛碟屋作為住宅區Apollo Parkways土地銷售展位的房地產經紀人手中購入，並將其由墨爾本格林斯伯勒搬遷至現址，該建築曾被考慮提名列入維多利亞遺產名錄，現已暫時拆遷。
另一座飛碟屋曾於維多利亞州洛恩（Lorne）舉行的佛斯音樂節中作為藝術家休息室使用，後來由位於肯尼頓（Kyneton）的私人擁有者於2016年出售並運往西澳珀斯。珀斯亦曾有一座自1960年代末設置於當地路口的飛碟屋，通稱為「失落的珀斯太空船」。北領地達爾文（Darwin）的一座飛碟屋則於1974年遭遇颶風翠西（Cyclone Tracy）摧毀。
目前，南澳大利亞深溪（Deep Creek）和澳洲首都特區坎培拉亦各存有一座飛碟屋。後者據信為1972年由新西蘭製造並引入，曾於1997年展出於迪克森的坎培拉太空穹頂及天文台，2011年移至堪培拉大学校園內保存。

### 紐西蘭
1974年，新西蘭銀行為因應基督城英聯邦運動會的臨時需求，自芬蘭引入兩座飛碟屋作為臨時銀行設施，通稱為「太空銀行」（Space Banks）。賽事結束後，這些建築即對外出售。

### 日本
1970年代，兩座飛碟屋作為別墅進口至日本輕井澤。其中一座後來被一家設計雜誌購得，並於2000年在東京舉辦的展覽中公開展示。展覽結束後，該雜誌刊登廣告將此建築以500萬日圓出售，後由位於群馬縣前橋市的費利卡建築與設計學院購得，經重新搭建後，該建築目前對外開放供民眾參觀其內部構造。
另一座則長期棄置於輕井澤。該建築於2022年被拆除並移出該度假區，後由當地家具商アンダーグラウンド進行維修與修復工作。

### 臺灣

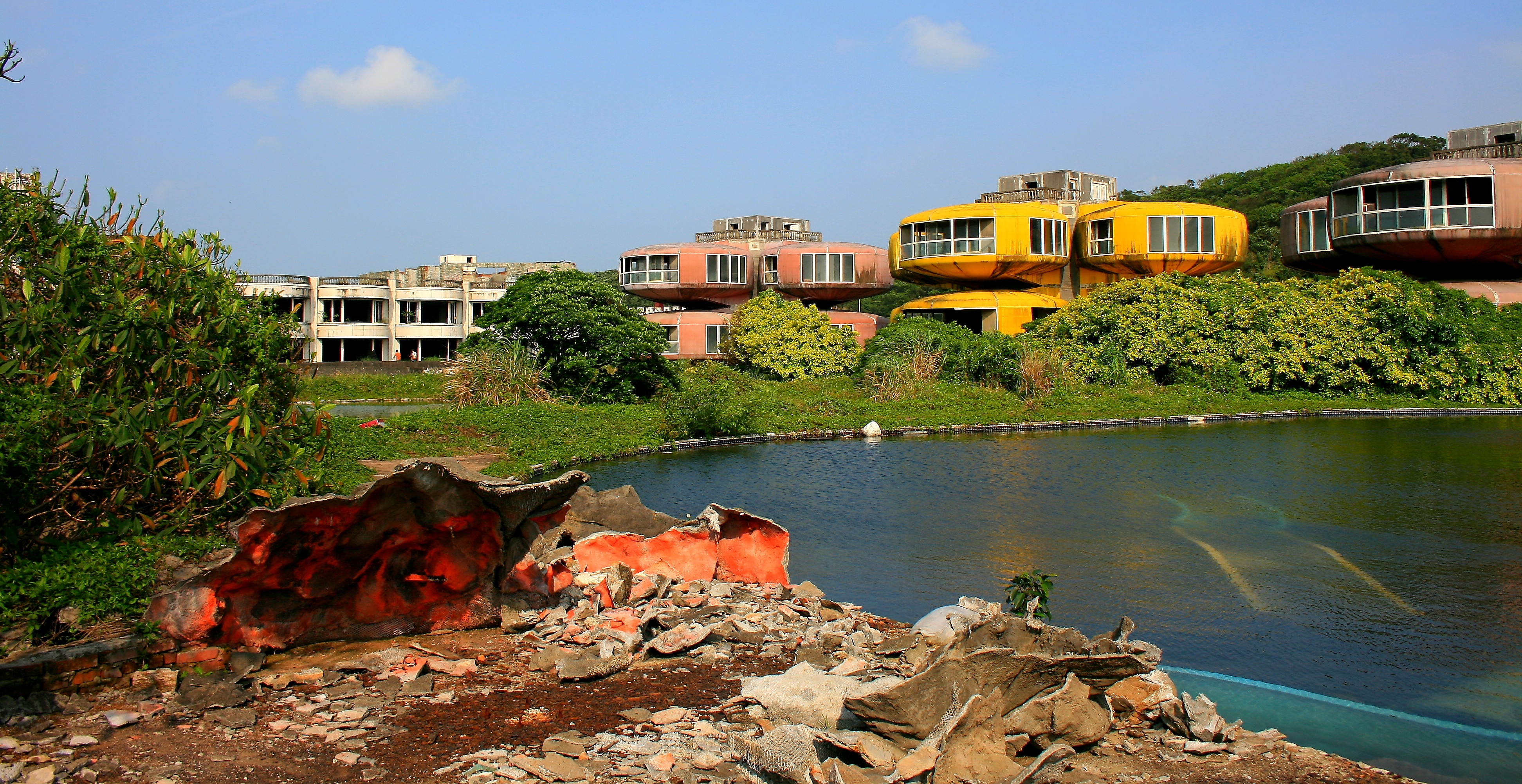
三芝飛碟屋

1978年，天工實業負責人蘇銘受到飛碟屋概念的啟發，計劃將此建築引進臺灣臺北縣萬里鄉（今新北市萬里區）之翡翠灣海水浴場作為房屋別墅新建案與遊樂設施。為尋找原廠與設計相關資訊，蘇銘向北歐多國商會發出詢問函件而確認設計來源。從芬蘭返臺後，蘇銘對飛碟屋的設計進行修改，完成樣品屋建造，並選定翡翠灣作為以「明日世界」為主題的別墅區地點。太空玲瓏屋後於1980年前後完工，一時興起翡翠灣的知名度，後因多種因素，該建築群熱度不久即退。建築逐漸荒廢並遭破壞，目前僅存五棟，亦是世界唯一一座飛碟屋聚落區。
1981年8月，三芝龍港國際休閒俱樂部在台北縣三芝鄉（今新北市三芝區）選址建設度假村，即著名的三芝飛碟屋。然而，因土地及建築物受抵押、資金周轉及開發商停止投資影響，該度假村最終陷入荒廢。並於2008年12月29日完全拆除。

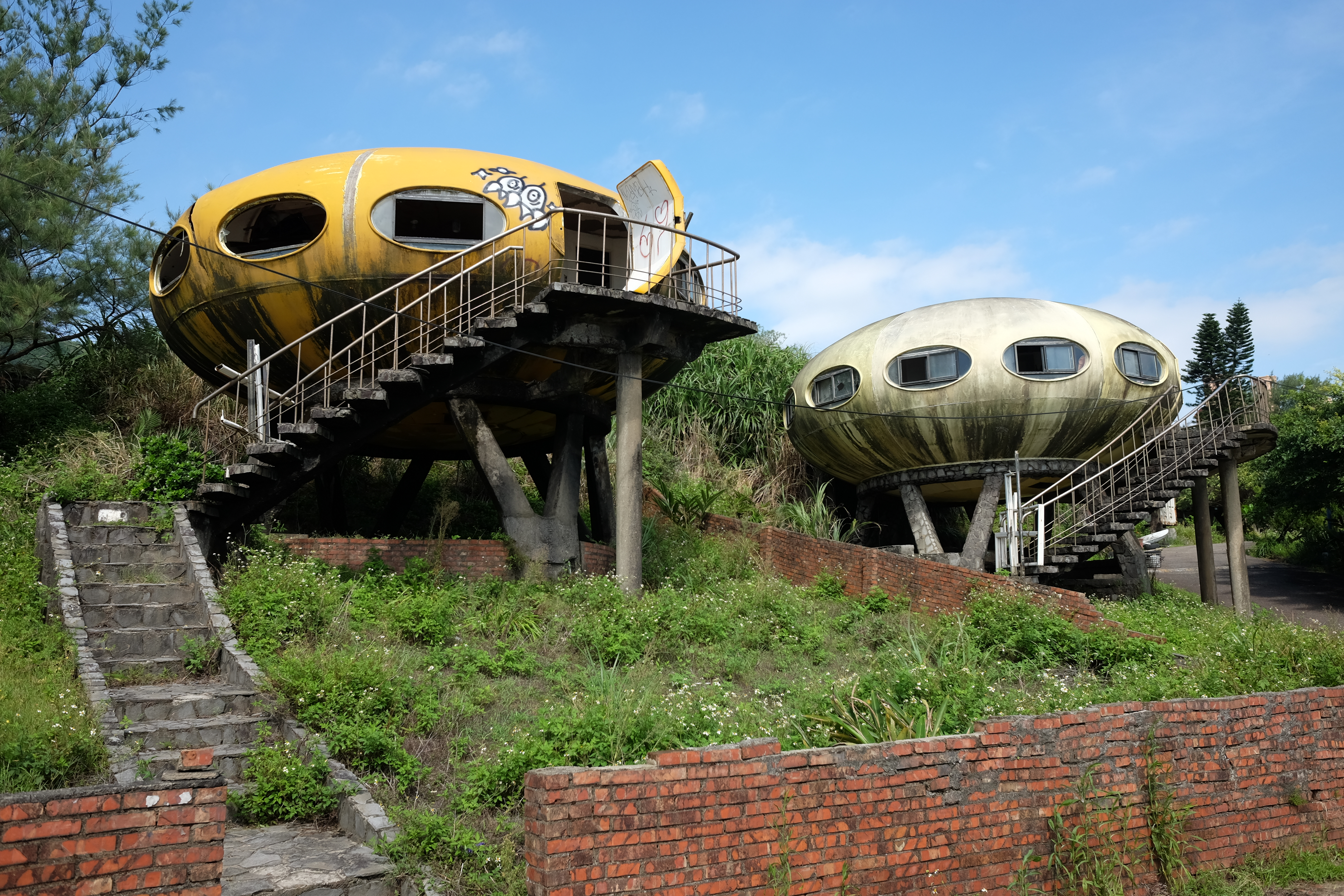
其中兩座太空玲瓏屋（日光路處）
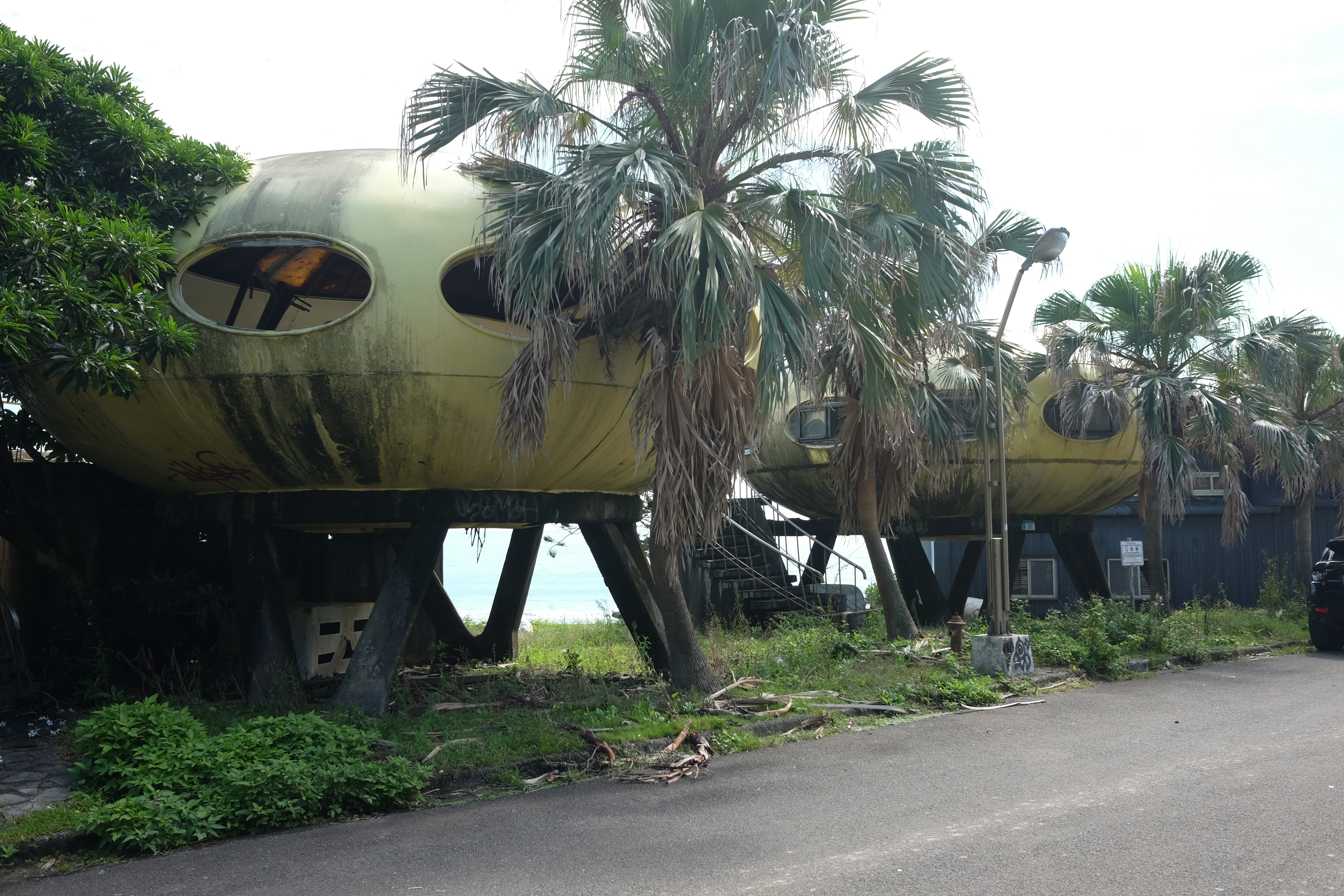
另兩座玲瓏屋（出入口處）
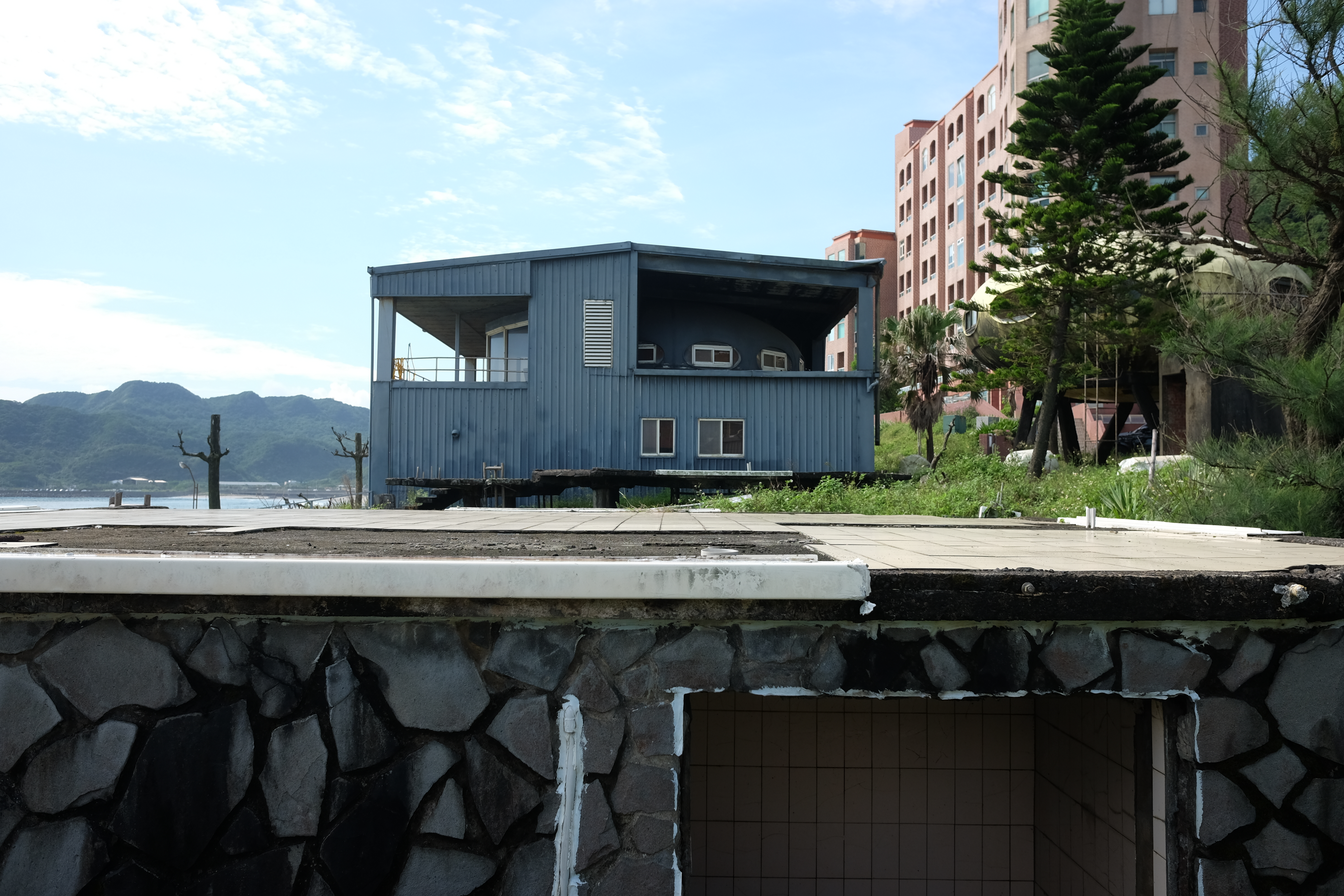
置於鐵皮屋棚內的玲瓏屋
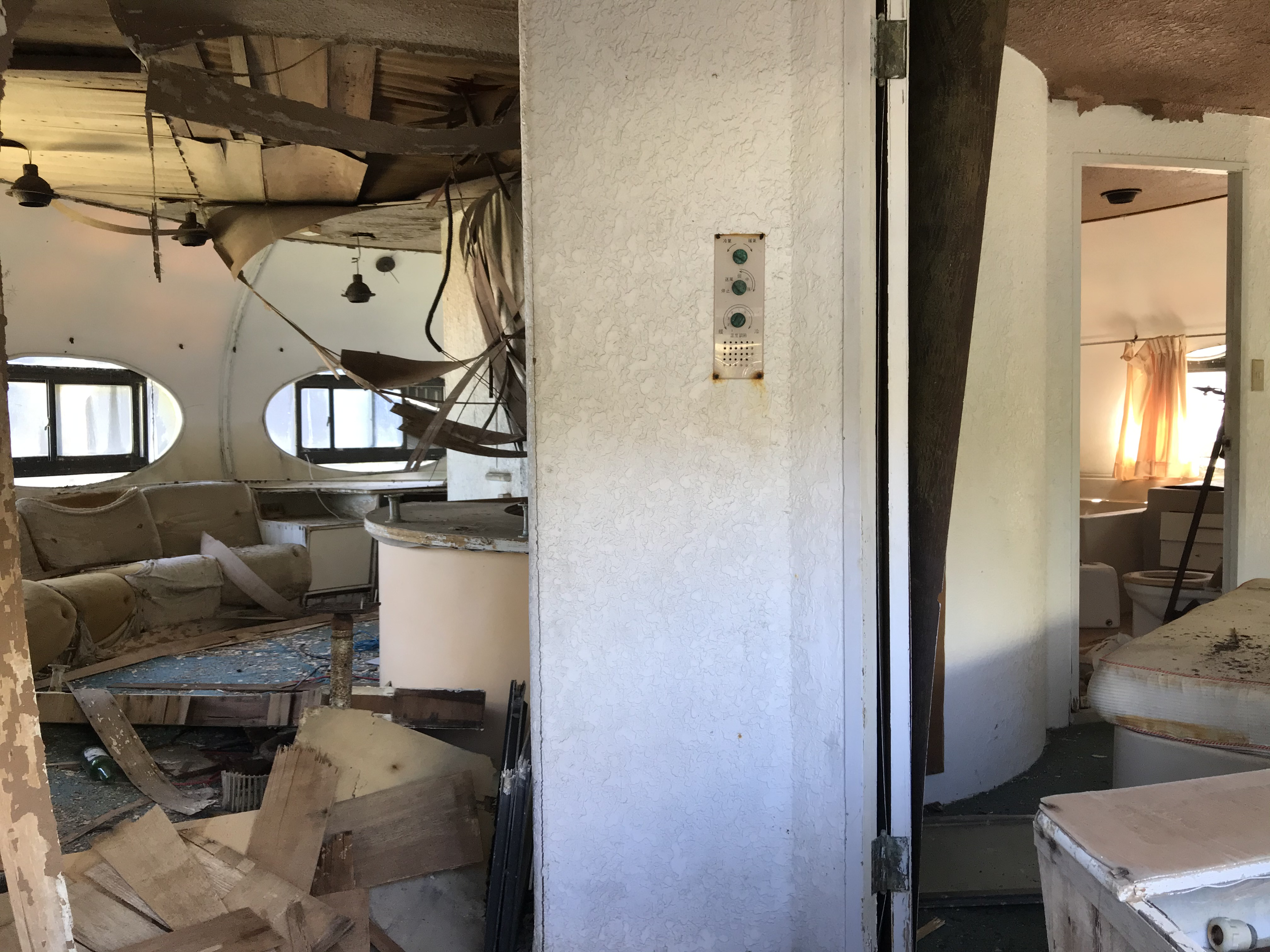
玲瓏屋屋內

### 美國
美國境內的飛碟屋由位於費城的飛碟屋公司（Futuro Corporation）負責生產。1970至1980年代期間，新澤西州至少建造了九座標準款式與一座配備八扇窗戶的變體，但大多數在1980年代後期被拆除。一棟位於威靈伯勒的飛碟屋在2020年被評為新澤西州保護協會最瀕危的遺址之一。
北卡羅來納州弗里斯科（Frisco）的一座飛碟屋長年作為公路景點對外開放，內部展示外星人主題紀念品。該建築最終於2022年10月19日因火災全毀。

## 紀錄片
1998年，芬蘭導演米卡·塔尼拉拍攝短片紀錄片《飛碟屋——面向明日的新姿態》（Futuro – A New Stance For Tomorrow），詳述該系列建築的起源與命運。
1969年，澳洲廣播公司曾製作新聞報導，記錄第一批寄往澳洲的飛碟屋組件運送過程。

## 圖庫

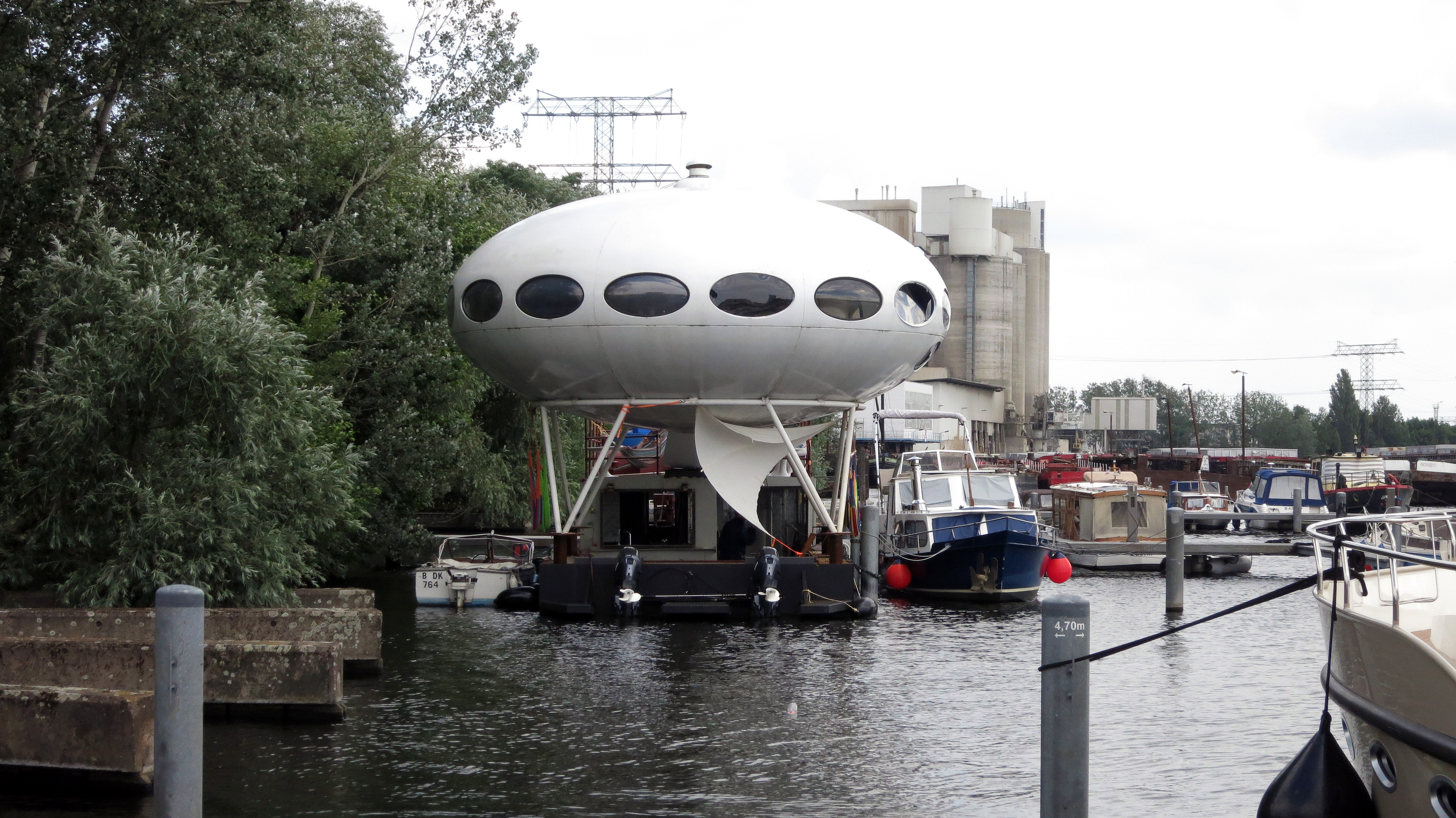
「Futuro 13」，今作為駁船在德國柏林周邊河域運行
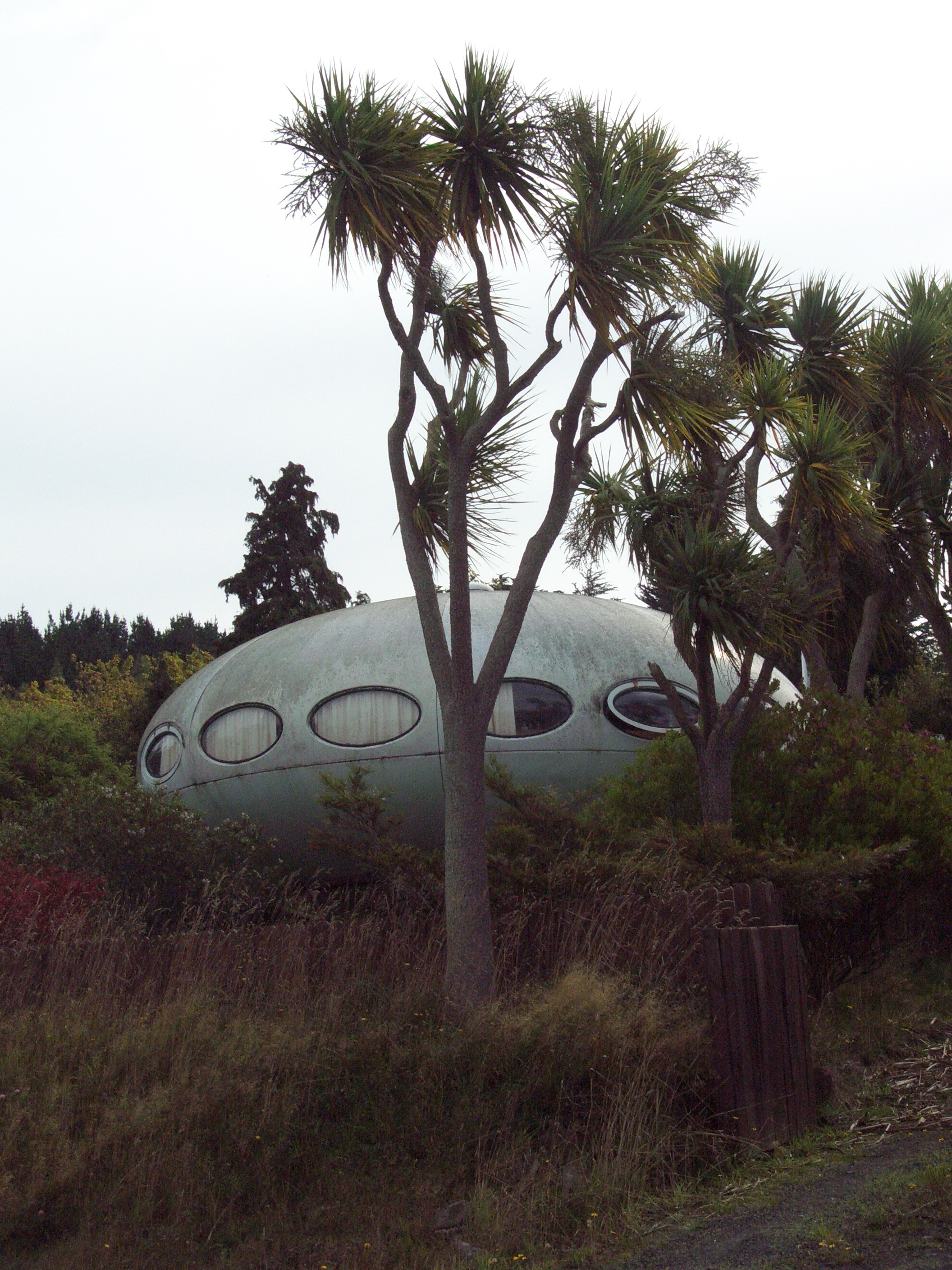
位於紐西蘭沃靈頓的飛碟屋
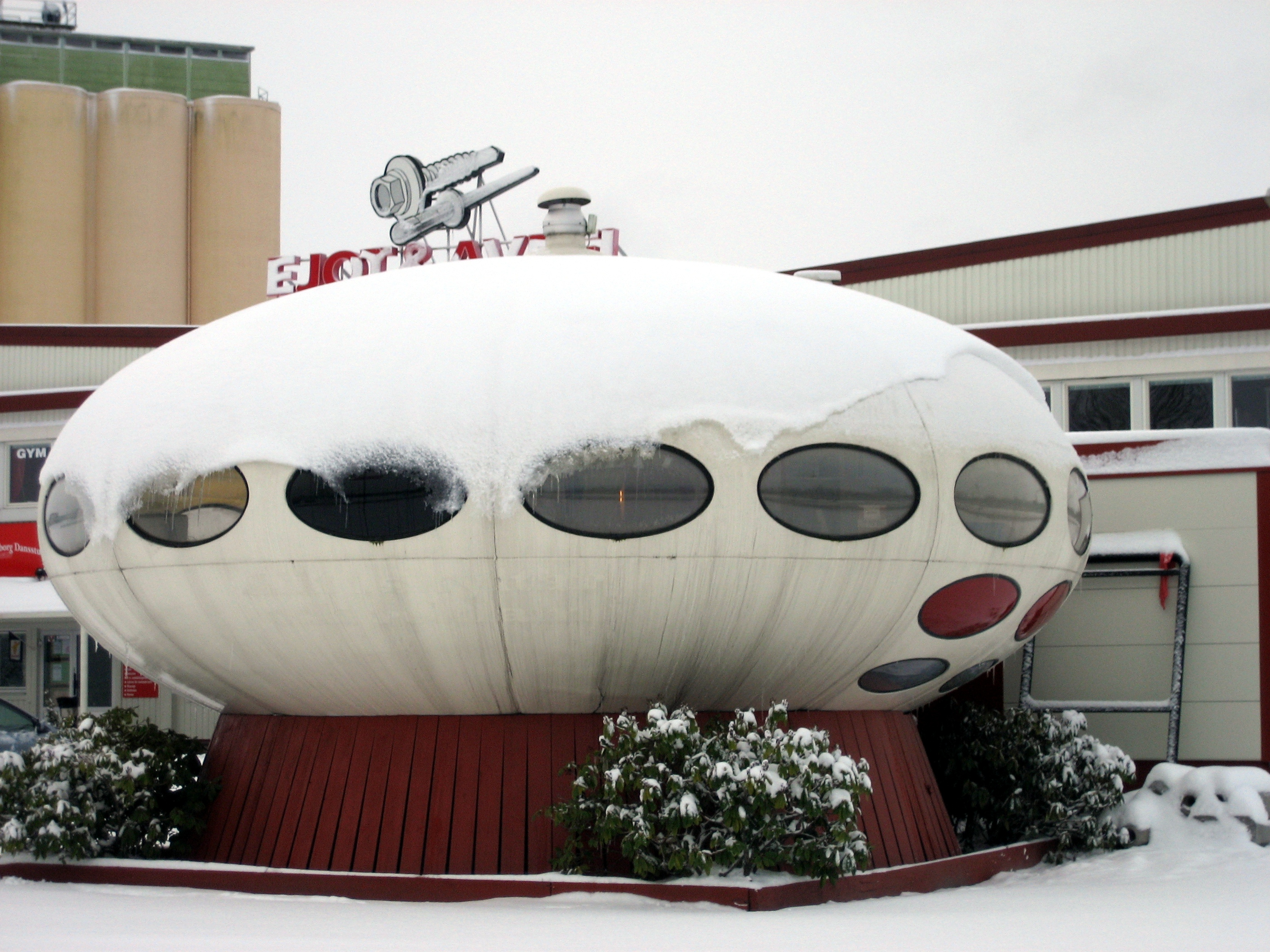
位於瑞典厄勒布鲁的飛碟屋
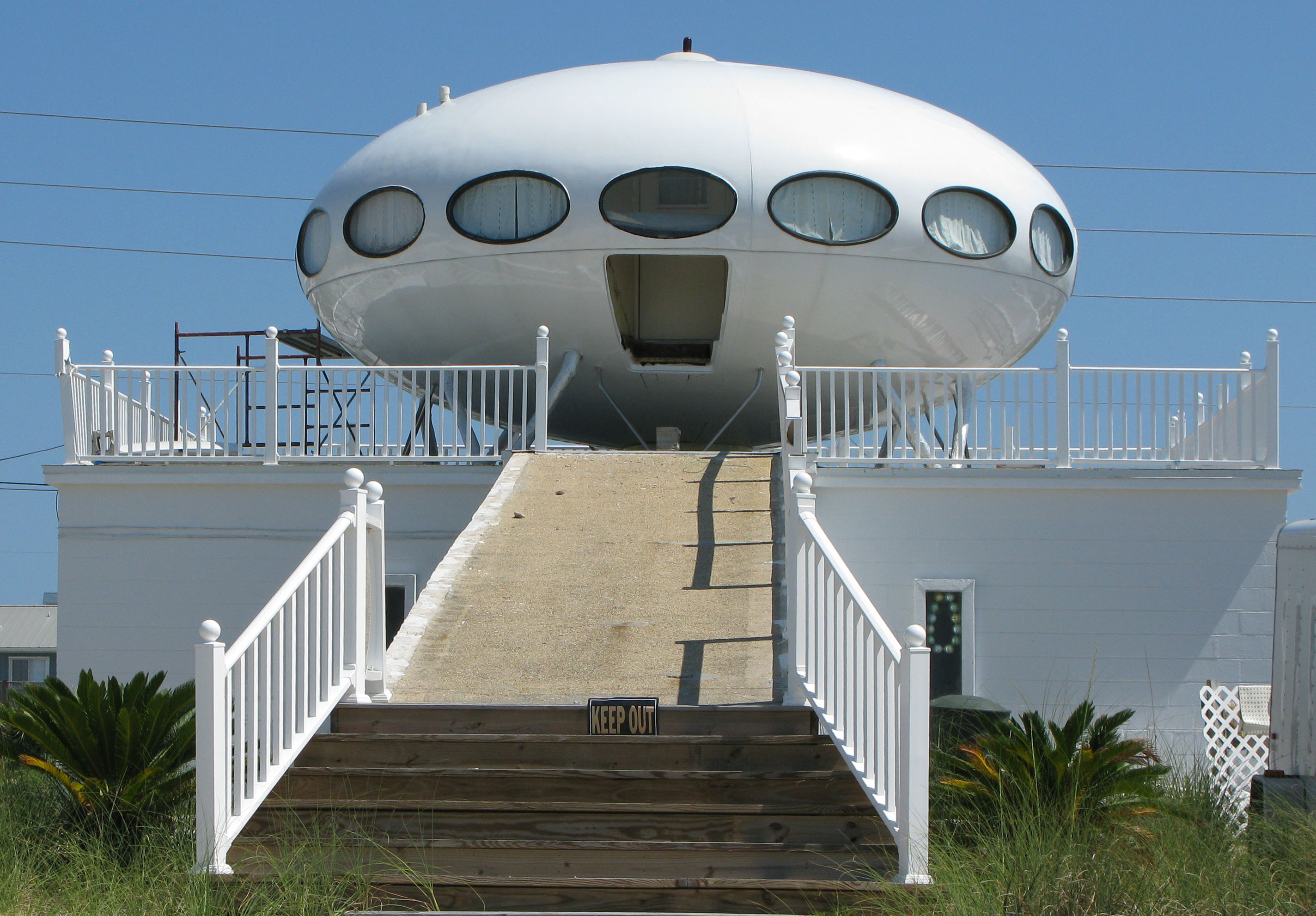
位於美國佛羅裡達州彭薩科拉海灘的飛碟屋。
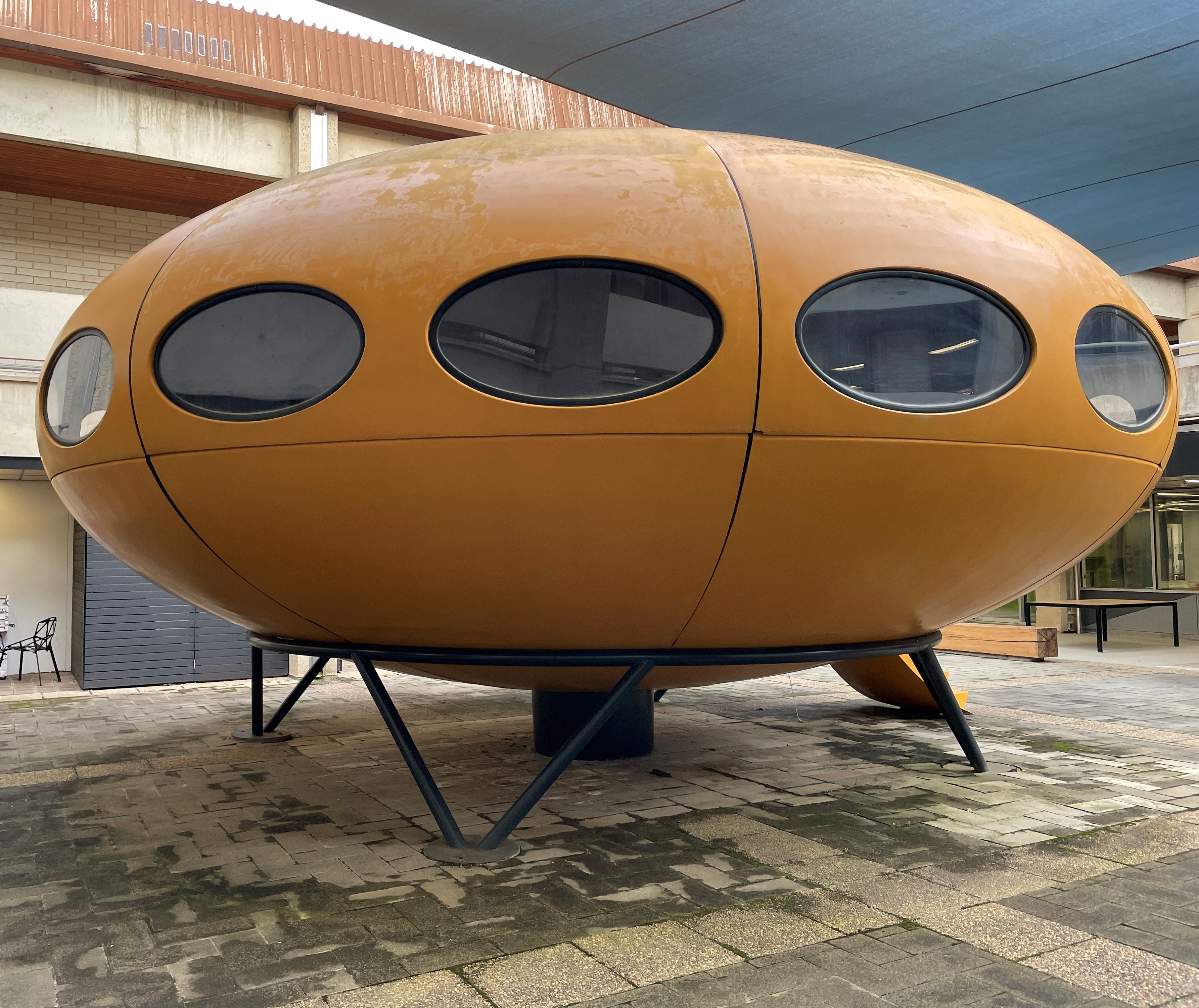
位於澳洲堪培拉大學的飛碟屋。

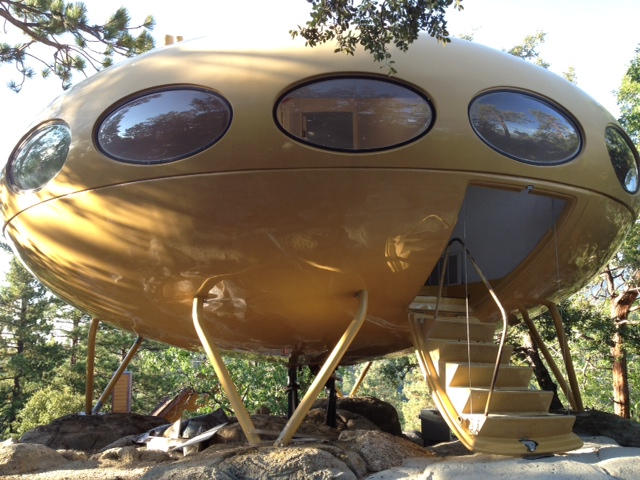
位於美國加利福尼亚州河濱縣的飛碟屋。
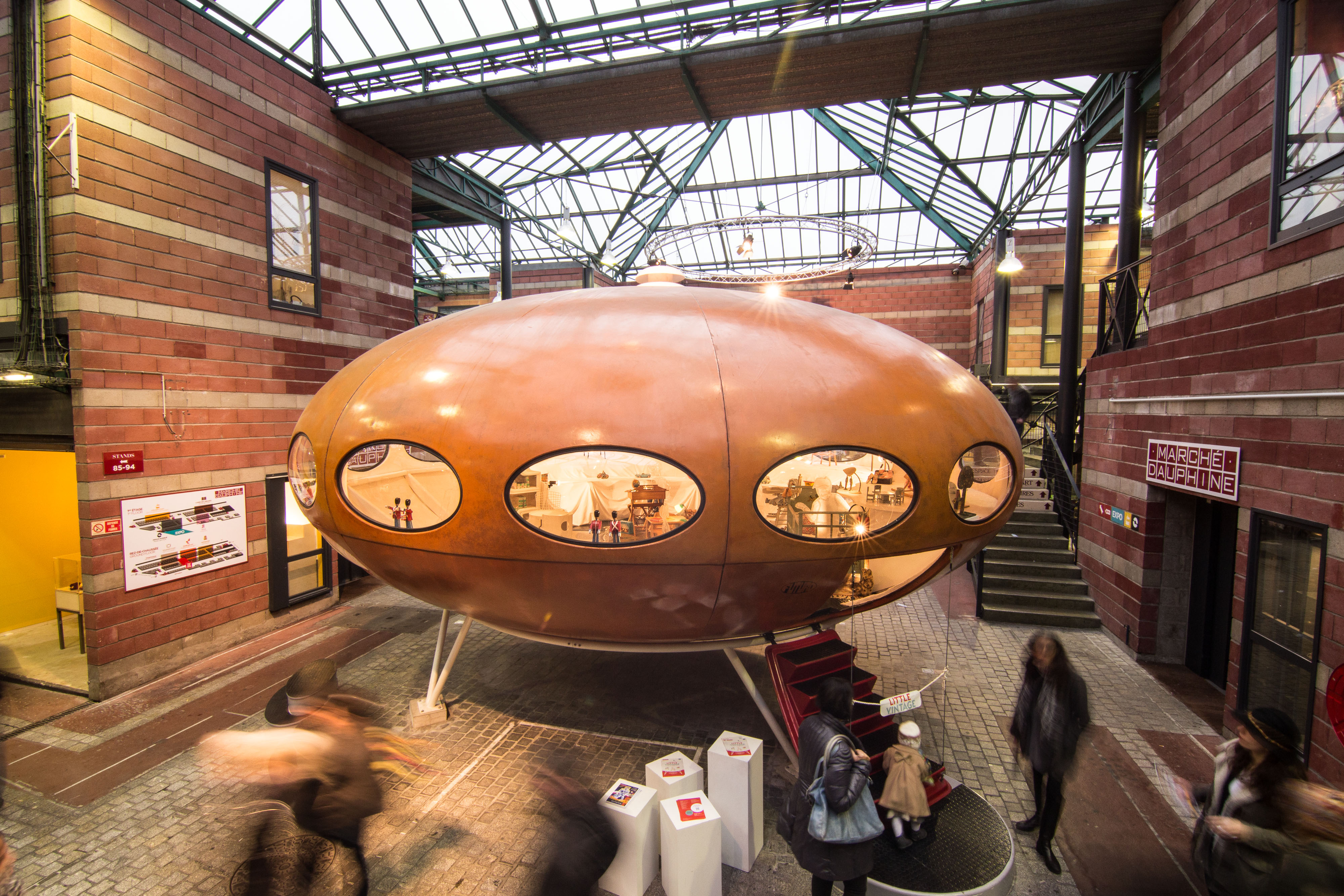
位於法國巴黎聖圖安跳蚤市場的飛碟屋。
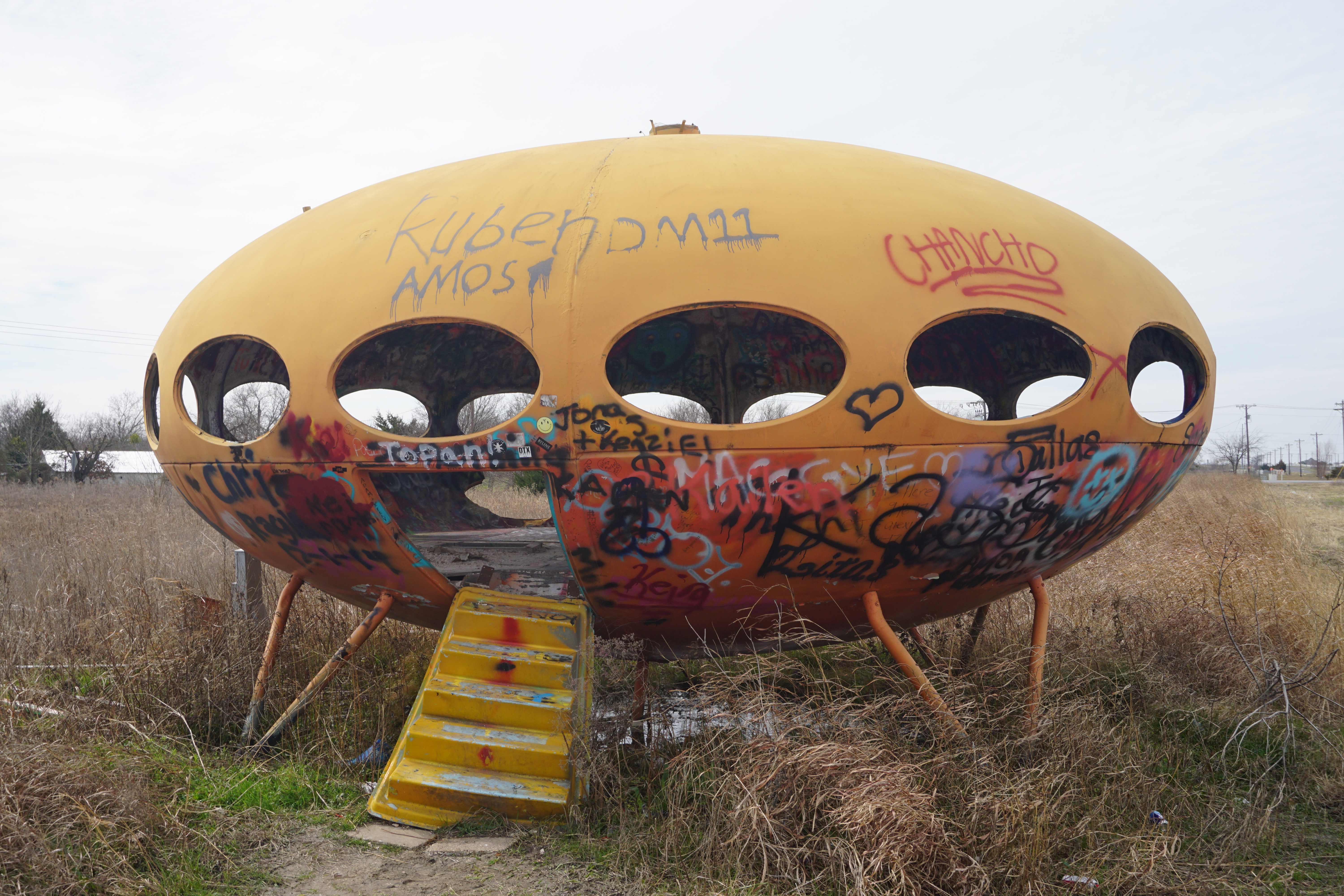
位於美國德克薩斯州羅伊斯城（英语：Royse City）的廢棄飛碟屋。
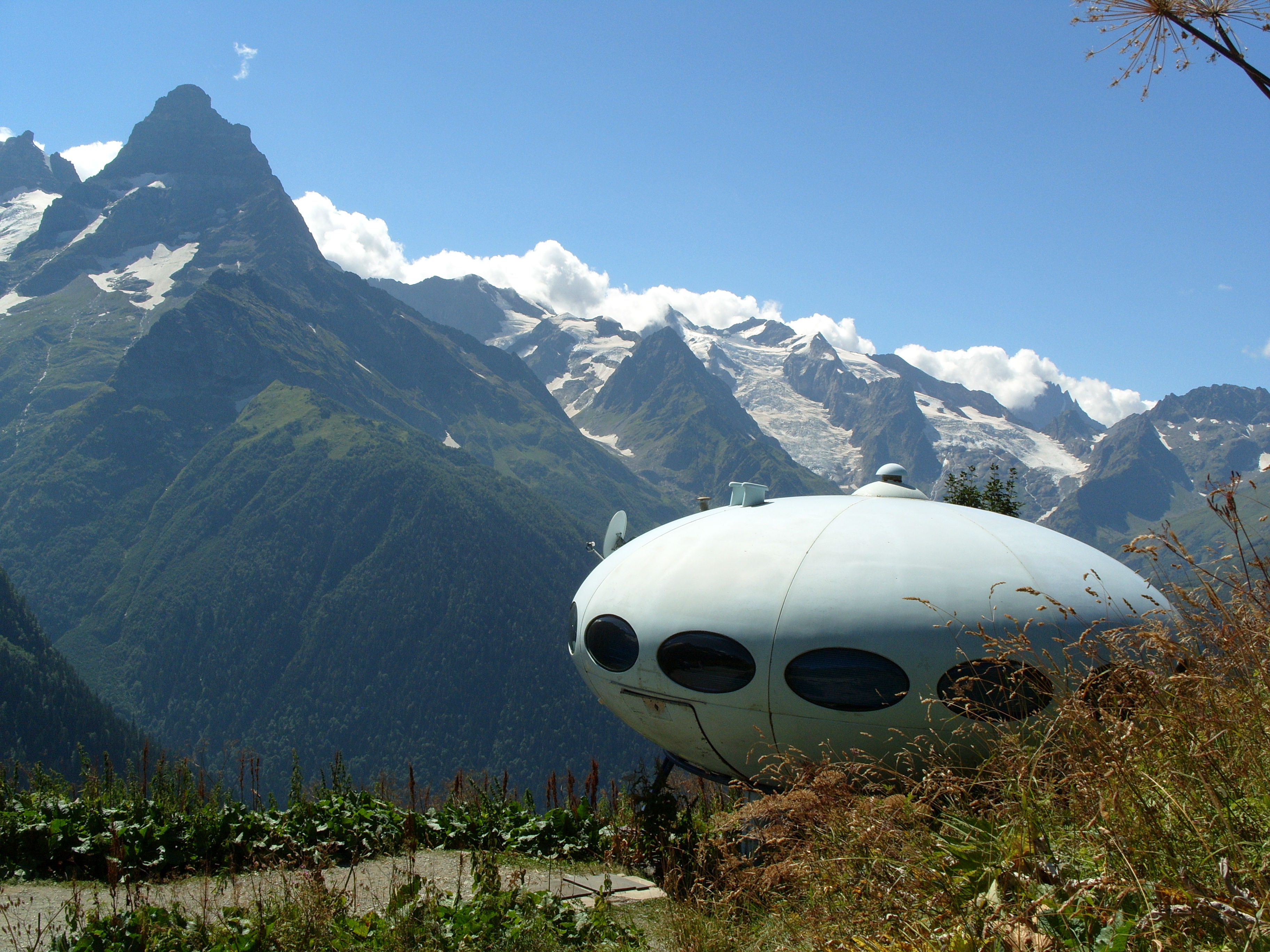
位於俄羅斯棟巴伊的飛碟屋。

## 另見
- 不明飞行物
- 复古未来主义
- 太空时代
- 代謝運動
- 玲瓏屋
- 預鑄建築
- 現代廢墟
- 最大限度利用能源住宅（英语：Dymaxion_house）
- 太空船之家（英语：Spaceship_House）

## 外部連結
- futurohouse.com - 飛碟屋及玲瓏屋研究網站
- ArchINFORM數據庫中飛碟屋的數據 （皆大多數現存建築所在位置資訊）
- Bernd Schröder: 來自異星的飛碟屋（Heise網站，2005年10月16日文章）
- 如何學會愛上一個飛碟 — einestages網站上的文章
- Futuro – 馬蒂·薩羅內的未來願景 — 含多部影片、照片、連結與地圖的部落格文章
- 芬蘭埃斯波现代艺术博物馆收藏的飛碟屋